# بريان جيل
بريان جيل (بالإسبانية: Bryan Gil Salvatierra)‏ هو لاعب كرة قدم إسباني، ولد في 11 فبراير 2001 في برباط في إسبانيا. يلعب حاليًا لصالح نادي توتنهام هوتسبر كجناح في الدوري الإنجليزي. سبق وأن لعب مع نادي إشبيلية.

## وصلات خارجية
- بريان جيل على موقع الاتحاد الدولي (مؤرشف)  (الإنجليزية)
- بريان جيل على موقع الاتحاد الأوربي (الإنجليزية)
- بريان جيل على موقع إي إس بي إن إف سي (الإنجليزية)
- بريان جيل على موقع قاعدة بيانات كرة القدم.إي يو (الإنجليزية)
- بريان جيل على موقع ليكيب (الفرنسية)
- بريان جيل على موقع ناشيونال فوتبول تيمز (الإنجليزية)
- بريان جيل على موقع Soccerbase.com (لاعب) (الإنجليزية)
- بريان جيل على موقع Soccerway.com (الإنجليزية)
- بريان جيل على موقع عالم كرة القدم.نت (الإنجليزية)
- بريان جيل على موقع أوليمبيديا (الإنجليزية)